# بخش یوستیانسکی
بخش یوستیانسکی (به لاتین: Ustyansky District) یک منطقهٔ مسکونی در روسیه است که در استان آرخانگلسک واقع شده‌است.